# Sör-Hångsta
Sör-Hångsta är en bebyggelse utmed länsväg Y 511 öster om Ljungaverk i Ånge kommun. Från 2015 avgränsar SCB här en småort, efter att tidigare ha ingått i Ljungaverks tätort.